# Svartbäck Krokö
Svartbäck Krokö är en ö i Finland. Den ligger i Finska viken och i kommunen Pyttis i den ekonomiska regionen  Kotka-Fredrikshamn i landskapet Kymmenedalen, i den södra delen av landet. Ön ligger omkring 16 kilometer sydväst om Kotka och omkring 99 kilometer öster om Helsingfors.
Öns area är 79,2 hektar och dess största längd är 2 kilometer i nord-sydlig riktning. Ön höjer sig omkring 20 meter över havsytan.

## Klimat
Klimatet i området är tempererat. Årsmedeltemperaturen i trakten är 4 °C. Den varmaste månaden är augusti, då medeltemperaturen är 16 °C, och den kallaste är december, med 0 °C.